# Australská Rallye 2004
Australská Rallye 2004 (Oficiálně Telstra Rally Australia 2004) byla šestnáctá a poslední soutěž v Mistrovství světa v rallye 2004. Vítězem se stal Sebastian Loeb na voze Citroën Xsara WRC. Soutěž byla oproti předchozím ročníkům posunuta kvůli počasí až na dny 12. až 14. listopadu.

## Před startem
Soutěž byla více přesunuta do okolí města Perth. Počasí bylo velmi deštivé a řada jezdců měla na testech potíže. Svou poslední soutěž v mistrovství světa měl absolvovat Carlos Sainz, který také řídil s Citroënem. Havaroval už v soutěži a po lékařském vyšetření ze soutěže odstoupil. Ztratil tak možnost bojovat o titul vicemistra.

## První etapa
Hned zpočátku musel kvůli poruše odstoupit Markko Märtin s vozem Ford Focus RS WRC. Nemohl tak bojovat o druhou příčku mezi jezdci. Peter Solberg měl také šanci na zisk této pozice a bojoval o vedení v soutěži s Marcusem Grönholmem startujícím s vozem Peugeot 307 CC WRC. Také havaroval. Grönholm se ujal vedení v soutěži před Loebem. Na třetí pozici se držel Harri Rövanperä, který také startoval s Peugeotem. Čtvrtý jel Francois Duval s Fordem a pátý Mikko Hirvonen se Subaru Impreza WRC. Za nimi se držel Antony Warmbold. vedení soutěže pustilo na start na konci dne opět Petera Solberga, který byl nejrychlejší na posledních dvou testech.

## Druhá etapa
Hned na úvodu etapy odstoupil po havárii Grönholm. V soutěži tak zůstalo už pouze pět vozů kategorie WRC. Do vedení se tak dostal Loeb. I když měl problémy, udržel náskok před Rövanperou. Čtvrtý Duval měl dlouhý výlet mimo trať a jeho ztráta vzrostla. Za Duvalem se držel Hirvonen a Warmbold následovaní domácími jezdci.

## Třetí etapa
Loeb vedení udržel a získal šesté vítězství v sezoně, čímž vyrovnal rekord z roku 1992, který držel Didier Auriol. Rövanperä dojel druhý, což je jeho nejlepší výsledek v sezoně. Třetí skončil Duval a čtvrtý Hirvonen. Problémy s turbodmychadlem postihly Warmbola, který se propadl na čtrnáctou pozici. Dle pravidel Super rally vyhrál všechny testy Solberg, ale jeho výsledky nemohly být započítány. Na stejném principu startoval i Grnholm, ale havaroval a byl převezen do nemocnice.

## Výsledky
1. Sebastian Loeb, Daniel Elena - Citroën Xsara WRC
2. Harri Rovanperä, Pietilainen - Peugeot 307 CC WRC
3. Francois Duval, Fortin - Ford Focus RS WRC
4. Mikko Hirvonen, Lehtinen - Subaru Impreza WRC
5. Chris Atkinson, MacNeall - Subaru Impreza WRX STI
6. Xavier Pons, Julia - Mitsubishi Lancer EVO VIII
7. Crocker, Foletta - Subaru Impreza WRX STI
8. Arai, Sircombe - Subaru Impreza WRX
9. MacShea, Orr - Subaru Impreza WRX
10. Boldacci, Bernacchini - Mitsubishi Lancer EVO VII